# Artemisia alba
L'artemisia bianca (nome scientifico Artemisia alba Turra, 1764) è una specie di pianta angiosperma dicotiledone della famiglia delle Asteraceae (sottofamiglia Asteroideae, tribù Anthemideae (Asian-southern African grade) e sottotribù Artemisiinae).

## Etimologia
L'etimologia del termine generico (Artemisia) non è sicura e sembra che derivi da Artemisia, consorte di Mausolo, re di Caria; ma anche, secondo altre etimologie, potrebbe derivare dalla dea della caccia (Artemide), oppure da una parola greca ”artemes” (= sano) alludendo alle proprietà medicamentose delle piante del genere Artemisa. Il termine specifico (alba) fa riferimento al colore dei suoi piccoli fiori ma anche all'indumento generale della pianta.

Il binomio scientifico attualmente accettato (Artemisia alba) è stato proposto dal medico e botanico vicentino Antonio Turra  (1736-1797) in una pubblicazione ("Giornale d'Italia spettante alla scienza naturale, e principalmente all'agricoltura, alle arti, ed al commercio. Venice") del 1764.

## Descrizione

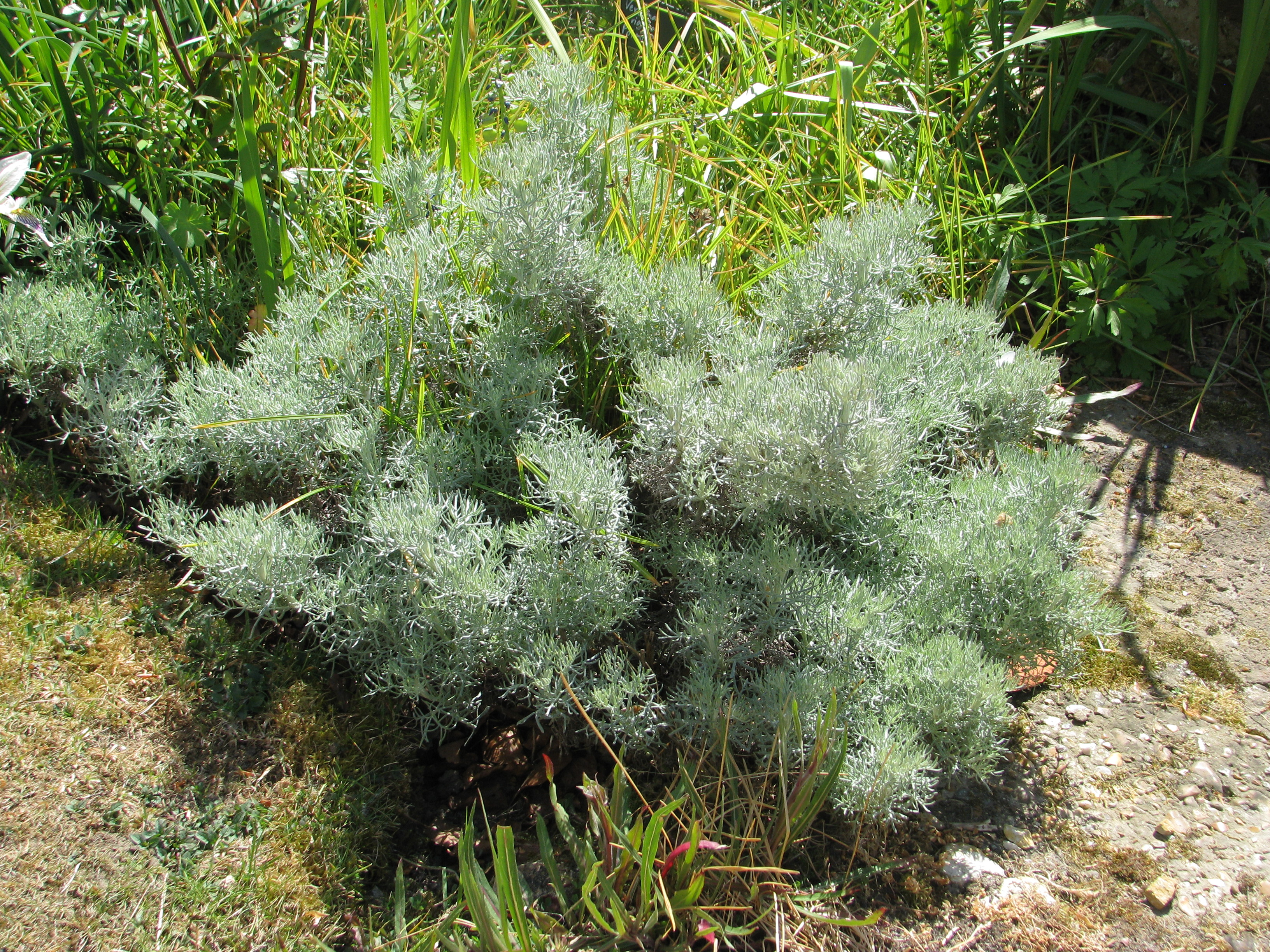
Il portamento

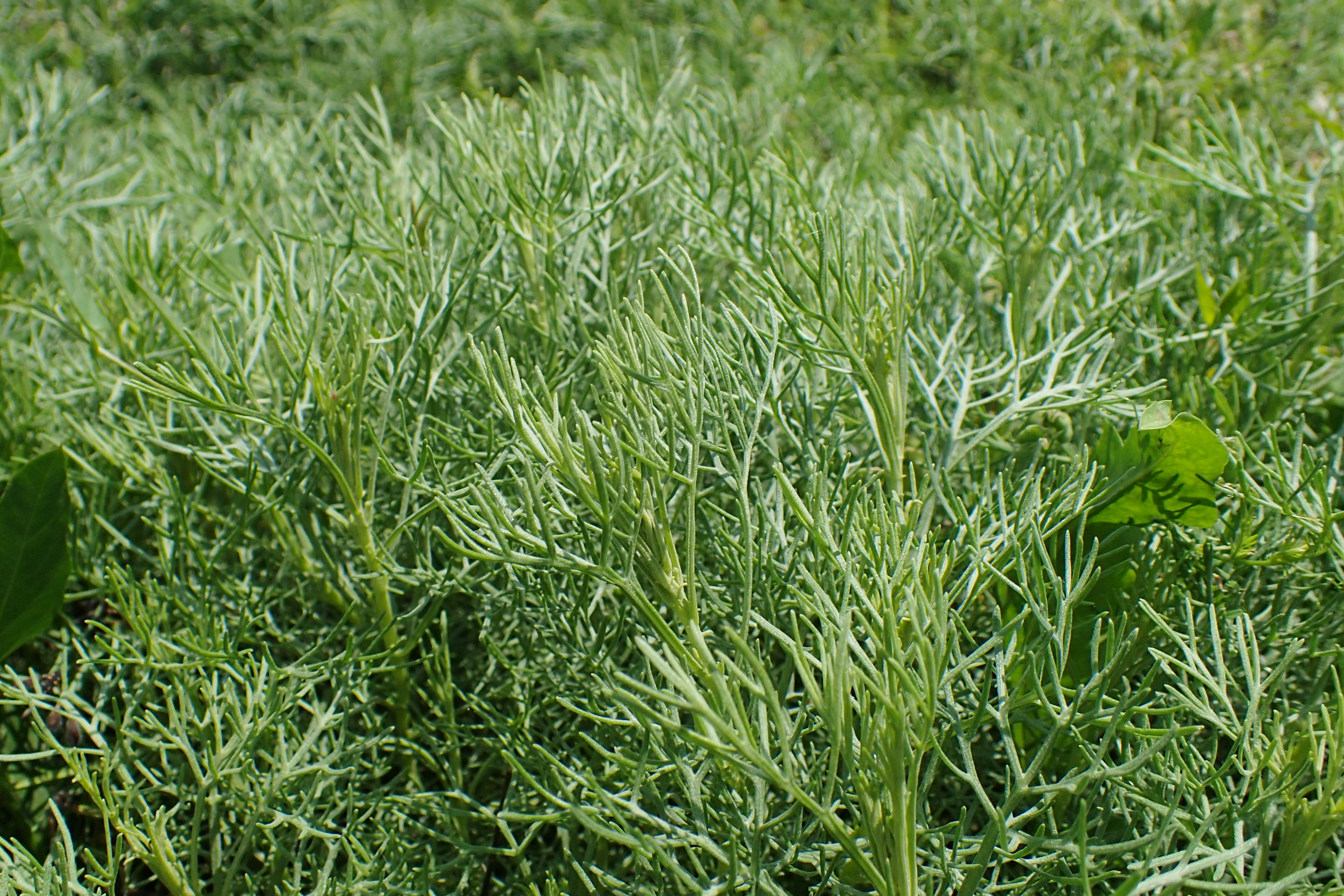
Le foglie

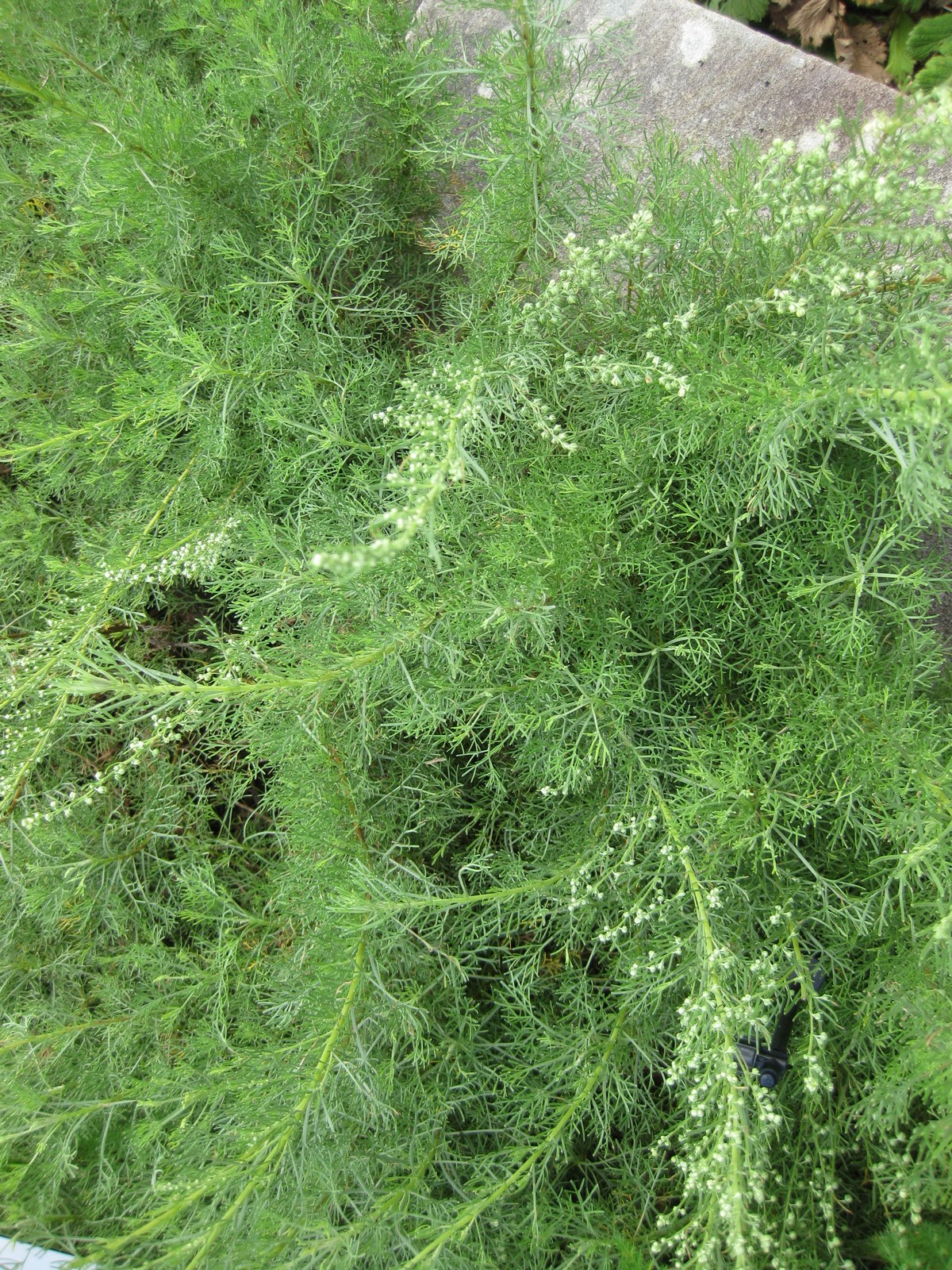
Infiorescenza

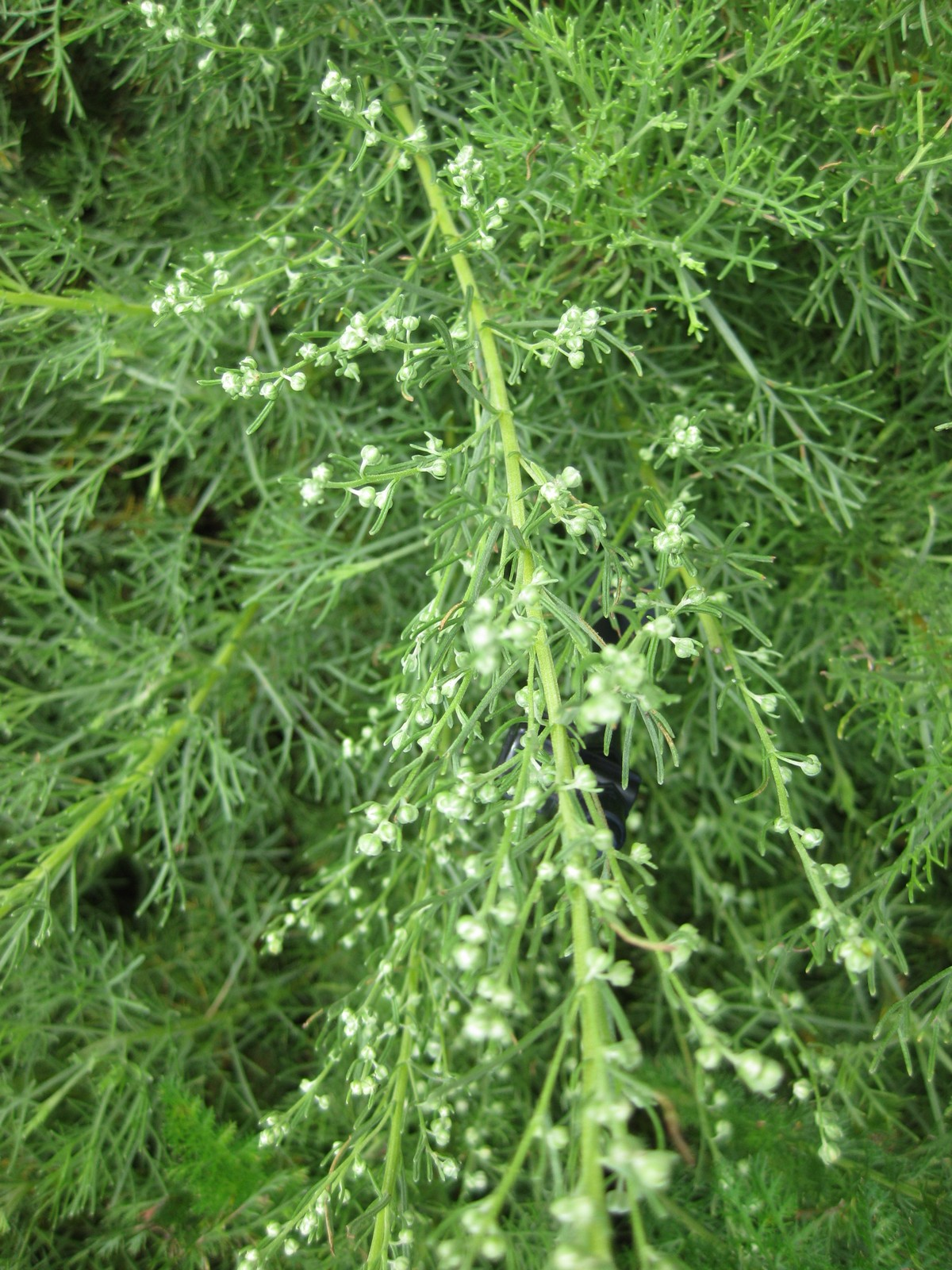
I fiori

Portamento. La specie di questa voce ha un habitus di tipo erbaceo perenne. La forma biologica è camefita suffruticosa (Ch suffr), sono piante perenni e legnose alla base, con gemme svernanti poste ad un'altezza dal suolo tra i 2 ed i 30 cm (le porzioni erbacee seccano annualmente e rimangono in vita soltanto le parti legnose). Queste piante sono prive di lattice; contengono però oli eterei lattoni sesquiterpenici..
Radici. Le radici sono secondarie da fittone e sono colorate di color marrone.
Fusto. L'indumento consiste in brevi peli ghiandolari (medifissi o basifissi). L'altezza può arrivare fino 2 – 4 dm (massimo 10 dm).
- Parte ipogea: la parte sotterranea è fittonante.
- Parte epigea: i fusti sono legnosi alla base e ramificati, in alto sono semplici (cespuglietto); il portamento è ascendente; la superficie è più o meno pubescente.

Foglie. Il colore delle foglie è tra il verdastro e il bianco-tomentoso; i peli sono del tipo contorto-uncinati. Le foglie sono picciolate e il picciolo alla base è allargato in due orecchiette. La forma della lamina è bi-pennata (o anche tri-pennata). I segmenti di secondo ordine sono interi a forma di lacinie strettamente lineari. La superficie delle foglie è cosparsa di ghiandole puntiformi affondate nel parenchima (superficie membranoso-bollosa). Le foglie cauline sono progressivamente più piccole verso l'infiorescenza. Dimensione dei segmenti finali: larghezza 0,3 – 0,5 mm; lunghezza 5 – 8 mm.
Infiorescenza. Le sinflorescenze sono di tipo pannocchia lineare, fogliosa, terminale è formata da diversi (da 25 a 30) piccoli capolini biancastri e lievemente penduli. Le infiorescenze vere e proprie sono composte da un capolino subsferico e subsessile di tipo disciforme. I capolini sono formati da un involucro, con forme subsferiche, composto da 2 a 20 brattee, al cui interno un ricettacolo fa da base ai fiori del disco tubulosi (quelli del raggio qui sono assenti). Le brattee con margine ialino, con una forma da ovata a lanceolata e a consistenza erbacea, sono disposte in modo più o meno embricato su più serie. Il ricettacolo è nudo ossia senza pagliette a protezione della base dei fiori; la forma è piatta. Diametro dei capolini: 4 – 5,5 mm.
Fiori.  I fiori, da 22 a 25 per capolino, sono tetra-ciclici (formati cioè da 4 verticilli: calice – corolla – androceo – gineceo) e pentameri (calice e corolla formati da 5 elementi). Sono numerosi con forme brevemente tubulose (attinomorfe); sono ermafroditi. Possono essere divisi tra fiori solamente femminili (posti alla periferia) e fiori bi-sessuali (posti al centro) o funzionalmente maschili. Dimensione dei fiori: 3 – 6 mm.
- Formula fiorale:

*/x K {\displaystyle \infty }, [C (5), A (5)], G 2 (infero), achenio
- Calice: i sepali del calice sono ridotti ad una coroncina di squame.

- Corolla: le corolle dei fiori periferici sono affusolate con lembi più o meno ligulati o filiformi; le corolle di quelli più centrali sono pentalobate a forma deltata. Il colore della corolla è bianco. Lunghezza deifiori: 3 mm.

- Androceo: l'androceo è formato da 5 stami (alternati ai lobi della corolla) sorretti da filamenti generalmente liberi e sottili; gli stami sono connati e formano un manicotto circondante lo stilo. Le antere possono essere sia di tipo basifissa che medifissa (ossia attaccate al filamento per la base – nel primo caso; oppure in un punto intermedio – nel secondo caso).[14] Questa caratteristica ha valore tassonomico in quanto distingue i generi gli uni dagli altri. Normalmente le antere variano da ottuse (arrotondate) a leggermente appuntite alla base (o anche caudate); in alcune specie le appendici sono triangolari, lineari o ellittiche. Il tessuto endoteciale (rivestimento interno dell'antera) non è polarizzato. Il polline è sferico con un diametro medio di circa 25 micron;  è tricolporato (con tre aperture sia di tipo a fessura che tipo isodiametrica o poro) ed è più o meno echinato (con punte sporgenti).

- Gineceo: l'ovario è infero uniloculare formato da 2 carpelli. Lo stilo (il recettore del polline) è profondamente bifido (con due stigmi divergenti) e con le linee stigmatiche marginali separate o contigue. I due bracci dello stilo hanno una forma troncata e possono essere papillosi o ricoperti da ciuffi di peli.

- Antesi: da agosto ad ottobre.

Frutti.  Il frutto è un achenio marrone chiaro sprovvisto di pappo e glabro. La forma è ellissoide-compressa. Dimensione degli acheni: 1,5 mm.

## Biologia
Impollinazione: tramite insetti (impollinazione entomogama tramite farfalle diurne e notturne).

Riproduzione: la fecondazione avviene fondamentalmente tramite l'impollinazione dei fiori.

Dispersione: i semi cadono a terra e vengono dispersi soprattutto da insetti come formiche (disseminazione mirmecoria). Un altro tipo di dispersione è zoocoria: gli uncini delle brattee dell'involucro (se presenti) si agganciano ai peli degli animali di passaggio che portano così i semi anche su lunghe distanze. Inoltre per merito del pappo (se presente) il vento può trasportare i semi anche per alcuni chilometri (disseminazione anemocora).

## Distribuzione e habitat

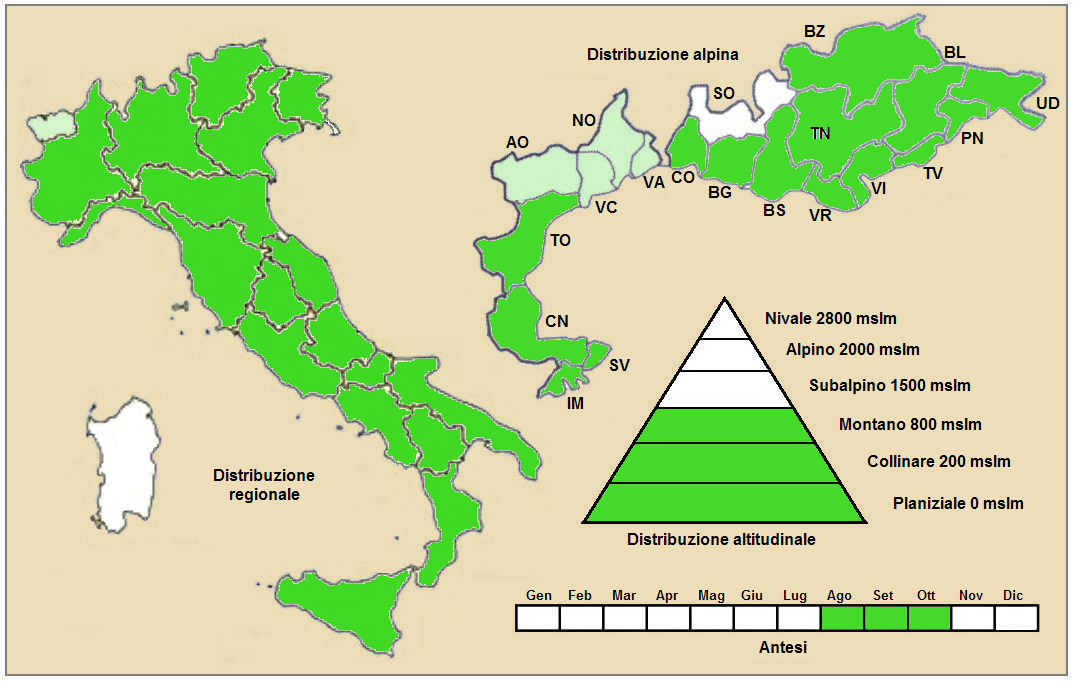
Distribuzione della pianta (Distribuzione regionale – Distribuzione alpina)

Geoelemento: il tipo corologico (area di origine) è  Sud-Europeo (Sub-Mediterraneo).
Distribuzione: anche questa specie come altre dello stesso genere è spesso naturalizzata; in Italia è comune al nord e centro, mentre è più rara al sud. Nelle Alpi manca in qualche provincia (Sondrio), altrimenti è comune. Nelle Alpi, fuori dai confini italiani, si trova nei dipartimenti francesi di Alpes-de-Haute-Provence, Hautes-Alpes, Alpes-Maritimes, Drôme, Isère e Alta Savoia; mentre in altri rilievi europei si trova in Massiccio del Giura, Massiccio Centrale, Pirenei, Alpi Dinariche, Monti Balcani e Carpazi. Fuori dall'Europa si trova nel Magreb.
Habitat: l'habitat tipico sono i prati aridi e le praterie rase dei piani collinari e montani, ma anche i pendii sassosi e ripari sotto roccia. Il substrato preferito è calcareo con terreno a pH basico, bassi valori nutrizionali e arido.
Distribuzione altitudinale: sui rilievi alpini queste piante si possono trovare fino a 1300 m s.l.m.; frequentano quindi i seguenti piani vegetazionali: collinare e montano. Al sud (in Sicilia) può raggiungere la quota di 1800 m s.l.m... 

## Fitosociologia

### Areale alpino
Dal punto di vista fitosociologico alpino la specie di questa voce appartiene alla seguente comunità vegetale:
Formazione: delle comunità a emicriptofite e camefite delle praterie rase magre secche
Classe: Festuco-Brometea
Ordine: Ononidetalia striatae

### Areale italiano
Per l'areale completo italiano la specie di questa voce appartiene alla seguente comunità vegetale:
Macrotipologia: vegetazione delle praterie
Classe: Festuco valesiacae-Brometea erecti Br.-Bl. & Tüxen ex Br.-Bl., 1949
Ordine: Ononidetalia striatae Br.-Bl., 1950
Alleanza:  Lavandulo angustifoliae-Genistion cinereae Barbero M., Loisel R., Quezel P., 1972
Descrizione. L'alleanza Lavandulo angustifoliae-Genistion cinereae è relativa alle comunità camefitiche dei macroclimi mediterranei che si sviluppano su substrati calcarei e calcareo-marnosi, delle Alpi marittime e della Provenza (è possibile una diffusione nella Liguria orientale). Si può trovare in habitat diversi come creste ventose e terrazzi orografici con roccia emergente.
Specie presenti nell'associazione: Lavandula angustifolia, Satureja montana, Artemisia alba, Euphorbia spinosa, Hypericum coris, Genista cinerea, Teucrium lucidum, Chrysanthemum pallens, Lilium pomponium, Scabiosa columbaria, Thymus vulgaris.
Altre alleanze e associazioni per questa specie sono:
- Artemisio albae-Saturejion montanae
- Artemisio albae-Saturejienion montanae
- Diplachnion serotinae
- Saturejion subspicatae
- Astragalenion monspessulani

## Sistematica
La famiglia di appartenenza di questa voce (Asteraceae o Compositae, nomen conservandum) probabilmente originaria del Sud America, è la più numerosa del mondo vegetale, comprende oltre 23.000 specie distribuite su 1.535 generi, oppure 22.750 specie e 1.530 generi secondo altre fonti (una delle checklist più aggiornata elenca fino a 1.679 generi). La famiglia attualmente (2021) è divisa in 16 sottofamiglie; la sottofamiglia Asteroideae è una di queste e rappresenta l'evoluzione più recente di tutta la famiglia.

### Filogenesi
Il gruppo di questa voce è descritto nella tribù Anthemideae, una delle 21 tribù della sottofamiglia Asteroideae). In base alle ultime ricerche nella tribù sono stati individuati (provvisoriamente) 4 principali lignaggi (o cladi); il genere  Artemisia (insieme alla sottotribù Artemisiinae) è incluso nel clade Asian-southern African grade.
Attualmente il genere, nell'ambito della flora spontanea italiana, è suddiviso in quattro sezioni e alcune sottosezioni. La specie di questa voce appartiene alla "Sezione III" (Seriphidium) caratterizzata dal ricettacolo conico e glabro, dai fiori del disco e quelli periferici ermafroditi, e alla "Sottosezione G" caratterizzata dai capolini con un diametro di 4 - 5,5 mm ed con 20 fiori o più.
Più in generale (in base ad una analisi completa del genere) la specie di questa voce appartiene al sottogenere Ponticae B.H. Jiao & T.G. Gao (vedi "clade 4") caratterizzato dal portamento di tipo subarbustivo o arbustivo, dalle foglie pennate, grandi, da sinflorescenze panicolate e da capolini del tipo eterogamo-disciforme.
I caratteri distintivi della specie  Artemisia alba sono:
- il diametro dei capolini varia da 4 a 6 mm;
- i capolini contengono fino a 22 - 25 fiori;
- le foglie maggiori del fusto sono del tipo 2-pennatosette con i segmenti del 2º ordine interi.

Il numero cromosomico di A. alba è: 2n = 18, 36 e 54.

### Variabilità
Si tratta di una specie molto variabile; il numero cromosomico la indica come specie poliploide (vedi sopra). La variabilità dell'Artemisia bianca si manifesta in genere nei seguenti caratteri:
- pelosità può variare da tomentosa a sub-glabra;
- l'odore può essere di canfora ma anche di trementina, oppure gradevole e aromatico;
- la forma delle brattee del ricettacolo; in genere quelle esterne sono glabre a forma lineare-acuta, quelle interne sono tomentose e con apice arrotondato;
- può variare anche la misura delle lacinie fogliari.

Numerose specie sono state descritte con queste varianti. Più di qualche autore tende a considerare Artemisia alba un “gruppo di specie” all'interno del genere Artemisia, mentre altri autori (ad esempio Sandro Pignatti e gli autori della “An annotated checklist of the Italian Vascular Flora”) pensano che non si tratti di piante realmente distinte ma solamente di “forme stazionali” dipendenti dal particolare habitat in cui si trovano. Qui di seguito diamo un elenco di specie affini all'Artemisia alba da considerare con tutta probabilità dei sinonimi:
- piante con indumento debolmente sviluppato:
  - Artemisia camphorata Vill.
  - Artemisia humilis Wulfen (1760)
  - Artemisia subcanescens Willd.
- piante con indumento più sviluppato (tomentose-candide):
  - Artemisia saxatilis Willd.
  - Artemisia incanescens Jordan (1850)
  - Artemisia biasolettiana Vis.
- piante tomentose con lacinie fortemente divergenti:
  - Artemisia garganica DC.
- altri caratteri:
  - Artemisia lobelii Auct.

Alcune di questi nominativi attualmente sono stati declassati al rango di sottospecie:
- Artemisia alba subsp. biasolettiana
- Artemisia alba subsp. camphorata P. Fourn. (1939)
- Artemisia alba subsp. lobelii (All.) Gams. (1928)
- Artemisia alba subsp. saxatilis (Willd.) P. Fourn. (1939) 

Attualmente per questa specie sono riconosciute le seguenti sottospecie:
- Artemisia alba subsp. alba - Distribuzione: Europa.
- Artemisia alba subsp. chitachensis Maire, 1928 - Distribuzione: Marocco.
- Artemisia alba subsp. glabrescens (Willk.) Valdés Berm., 1985 - Distribuzione: Spagna.
- Artemisia alba subsp. kabylica (Chabert) Greuter, 2003 - Distribuzione: Algeria.
- Artemisia alba subsp. nevadensis (Willk.) Blanca & C.Morales, 1991 - Distribuzione: Spagna.

### Specie simili
Le “Artemisie” con i loro piccoli fiori non sono molto diverse le une dalle altre; in questo caso la forma dei segmenti delle foglie (stretti e lineari) potrebbe restringere la somiglianza a due sole specie:
- Artemisia campestris (DC.) Arcang. - Artemisia alpina: sul territorio italiano è spontanea solamente in Valle d'Aosta.
- Artemisia scoparia Waldst. & Kit. - Artemisia scoparia: è una specie naturalizzata proveniente dalle zone europee dell'Est e poco comune in Italia.